# Manis
Manis ist eine Gattung aus der Familie der Schuppentiere (Manidae) und umfasst die asiatischen Vertreter. Sie ist heute in Süd-, Südost- und im südlichen Ostasien verbreitet und besteht aus vier Arten, hinzu kommen noch einige ausgestorbene Formen. Die einzelnen Arten sind an verschiedene Wald- und teils Offenlandschaften angepasst. Sie leben einzelgängerisch und ernähren sich von Termiten und Insekten, deren Erbeutung hauptsächlich nachts erfolgt. Ihr äußerlich markantestes Merkmal stellt ein Schuppenpanzer dar, der im Aufbau etwas von dem der afrikanischen Schuppentiere abweicht. Intensive Bejagung zur Nahrungsversorgung des Menschen und die Verwendung der Tiere bei lokalen Gebräuchen und vor allem in der Traditionellen Chinesischen Medizin führten einige Bestände der Gattung Manis an den Rand der Ausrottung.

## Merkmale

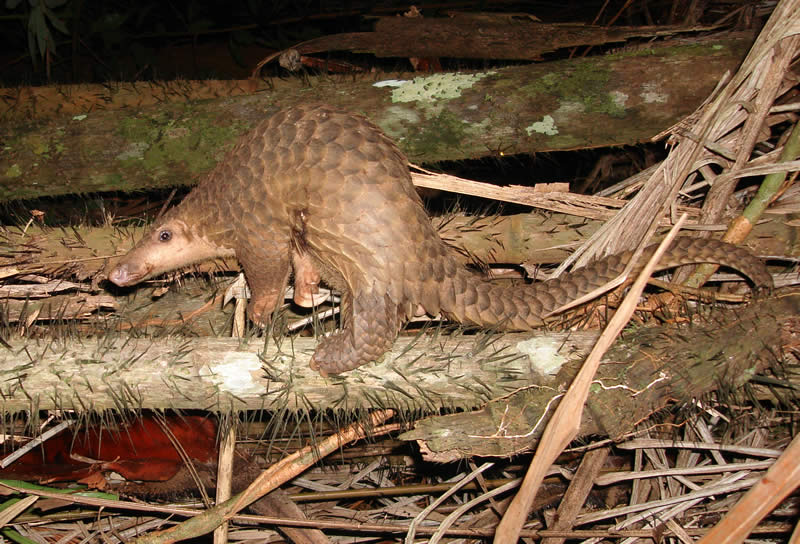
Malaiisches Schuppentier (Manis javanica)

Die Vertreter der Gattung Manis sind mittelgroße bis große Schuppentiere. Kleinere Form wie das Malaiische Schuppentier (Manis javanica) oder das Palawan-Schuppentier (Manis culionensis) erreichen nur eine Kopf-Rumpf-Länge von etwa 35 bis 54 cm, beim großen Vorderindischen Schuppentier (Manis crassicaudata) beträgt sie bis zu 84 cm. Der Schwanz ist in der Regel kürzer als der restliche Körper. Insgesamt wird er 25 bis 71 cm lang. Bei überwiegenden Baumbewohnern ist er aber deutlich länger als bei Bodenbewohnern, so kann der Schwanz des Palawan-Schuppentiers (Manis culionenesis) bis zu 90 % der Kopf-Rumpf-Länge einnehmen. Das Körpergewicht variiert zwischen 2,5 und 10 kg bei den kleineren und bis zu 20 kg bei den größeren Arten. Im Pleistozän trat mit Manis palaeojavanica eine Form auf, die mit einer Gesamtlänge von 2,5 m der größte bekannte Vertreter der Schuppentiere überhaupt ist. Der Schädel ist konisch oder birnenförmig gestaltet mit einem verlängerten zumeist kräftigen Rostrum. Die Augen sind in der Regel klein, die Ohren zeichnen sich im Vergleich zu den afrikanischen Schuppentieren durch einen verdickten Hautwulst ab. Wie alle Schuppentiere besitzen auch die Manis-Arten einen Schuppenpanzer, der die Kopfoberseite, den Rücken und die Flanken, den Schwanz und die Außenseite der Beine bedeckt. Die einzelnen Schuppen sind V-förmig gestaltet mit nach hinten zeigenden Spitzen. Sie bilden quer zum Körper angeordnete Reihen und überlappen sich dachziegelartig. Auf der Mittellinie des Rückens verläuft eine einzelne Schuppenreihe, die im Gegensatz zu den afrikanischen Vertretern bis zur Schwanzspitze reicht. Zwischen den Schuppen wachsen ebenfalls abweichend von den afrikanischen Arten lange dünne Haare. Die unbeschuppten Körperpartien sind häufig nur spärlich behaart. Die allgemein kurzen und kräftigen Gliedmaßen enden vorn und hinten in fünf Strahlen mit Krallen. Der innere und äußere Strahl sind deutlich kürzer als die drei mittleren, besitzen bei den asiatischen Schuppentieren an den Hinterfüßen aber die gleiche Länge. Die Mittelkralle des Vorderfußes ist zu einer Grabkralle verlängert. Am Hinterfuß übertrifft die Mittelkralle die Kralle des vierten Strahls deutlich, während beide bei den afrikanischen Schuppentieren eher gleich lang sind. Allgemein werden die Krallen der Hinterfüße bei baumlebenden Arten durchschnittlich länger als bei bodenbewohnenden.

## Verbreitung und Lebensraum
Alle Vertreter von Manis kommen heute ausschließlich in Asien vor und sind dort von Südasien über Südostasien und Teilen des Malaiischen Archipels bis in das südliche Ostasien verbreitet. Im ausgehenden Pliozän war die Gattung zudem im südöstlichen Europa anwesend. Als Lebensraum dienen vorwiegend tropische Regenwälder aber auch andere Waldlandschaften sowie verschiedene Offenlandgebiete bis hin zu wüstenartig-trockenen Regionen.

## Lebensweise

### Territorialverhalten

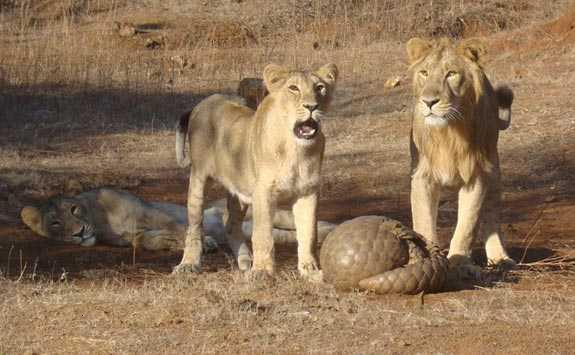
Dieses Vorderindische Schuppentier hat sich zum Schutz vor den Löwen eingerollt.

Die verschiedenen Manis-Arten leben einzelgängerisch und sind nachtaktiv, aufgrund dessen ist die Lebensweise im Einzelnen nur ausschnitthaft bekannt. Die hauptsächlichen Aktivitätszeiten sind unterschiedlich verteilt, in der Regel hält die Hauptphase aber bis zu zwei Stunden an. Sie sind sowohl boden- als auch baumbewohnend, bewegen sich ebenerdig auf allen vieren fort, in den Bäumen klettern sie raupenartig mit sich streckendem und beugendem Rücken. Der lange Schwanz hilft dabei zur Absicherung und ist meist um den Stamm gewickelt. Zudem sind sie recht gute Schwimmer. Die asiatischen Schuppentiere legen Erdbaue an, nutzen aber auch Baumhöhlen. Bei unmittelbarer Gefahr rollen sich die Tiere zu einer Kugel zusammen, der Schwanz bedeckt dann die unbeschuppten Körperpartien.

### Ernährung
Die Hauptnahrung besteht aus staatenbildenden Insekten wie Termiten und Ameisen. Lediglich das Vorderindische Schuppentier ist weniger strikt myrmecophag und verzehrt auch andere Insekten. Die Nahrung wird mit dem herausragenden Geruchssinn gesucht. Bei der Auswahl gehen die Tier aber häufig sehr selektiv vor und bevorzugen nur Vertreter bestimmter Arten von Insekten. Die verlängerte Mittelkralle der Vorderfüße nutzen die Schuppentiere, um die Nester der Ameisen und Termiten aufzureißen. Die Nahrungsaufnahme erfolgt mit der langen, klebrigen Zunge, die sehr weit aus dem Maul herausgestreckt werden kann.

### Fortpflanzung
Die Fortpflanzung der einzelnen Arten der Gattung Manis ist nur unzureichend erforscht. Mit Ausnahme des Chinesischen Schuppentiers (Manis pentadactyla) ist die Fortpflanzung jahreszeitlich nicht beschränkt. Für die Tragzeit werden meist zwei bis drei Monate veranschlagt. In der Regel kommt nur ein Jungtier zur Welt, der Embryo entwickelt sich in einem der beiden Hörner der Gebärmutter. Die Jungen sind weit entwickelt mit geöffneten Augen und weichen Schuppen und können unmittelbar nach der Geburt krabbeln. Die Anfangszeit verbringen sie im Bau, später verlassen sie diesen und reiten auf der Schwanzwurzel des Muttertieres geklammert. Die Entwöhnung ist möglicherweise nach drei Monaten abgeschlossen. Über die Lebenserwartung in freier Wildbahn ist nichts bekannt.

## Systematik

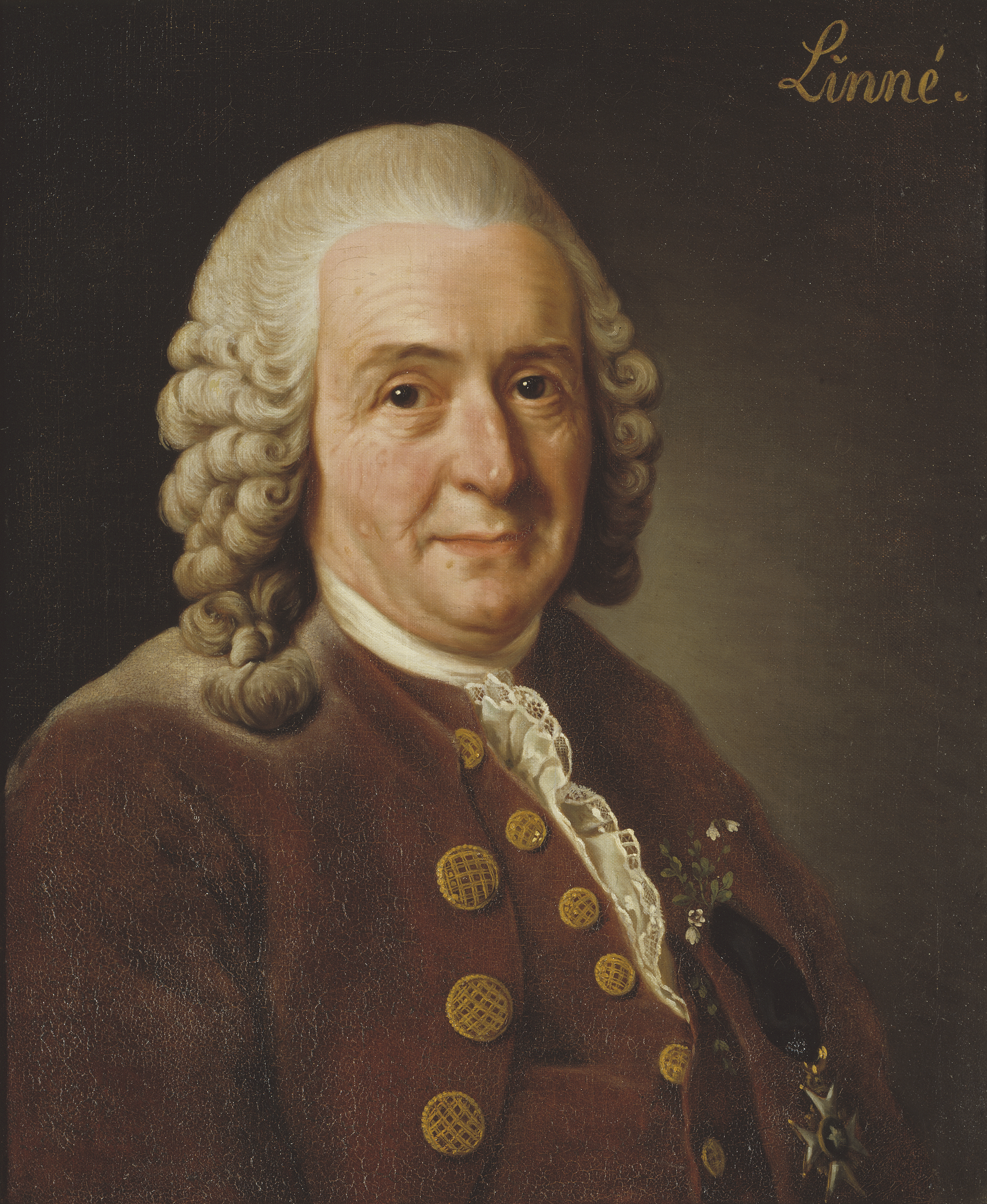
Linnaeus

Manis ist eine Gattung aus der Familie der Schuppentiere (Manidae). Innerhalb der Schuppentiere werden mit Smutsia und Phataginus zwei weitere Gattungen unterschieden. Während Manis alle asiatischen Vertreter der Familie vereint, gehören den beiden anderen die afrikanischen Vertreter an. Des Weiteren bildet die Gattung Manis das einzige Mitglied der somit monotypischen Unterfamilie Maninae, die afrikanischen Arten werden in der Unterfamilien der Smutsiinae und Phatagininae verwiesen. Demnach bildet Manis das Schwestertaxon der beiden afrikanischen Gattungen. Die Schuppentiere selbst wiederum stellen das gegenwärtig einzige Mitglied der Ordnung der Pholidota dar. Sie sind weitläufig mit den Raubtieren (Carnivora) verwandt, was aber erst in Folge von molekulargenetische Untersuchungen erkannt werden konnte.
Die generische Eigenständigkeit der afrikanischen Schuppentiere wurde in der Vergangenheit nicht immer einheitlich gehandhabt. Teilweise werden die afrikanischen Arten auch innerhalb der Gattung Manis geführt, in diesem Fall nehmen Smutsia und Phataginus dann den Status von Untergattungen ein. Anatomische und phylogenetische Untersuchungen sprechen aber für eine stärkere Differenzierung der Familie der Schuppentiere. Die asiatischen Vertreter bilden eine monophyletische, in sich geschlossene Gruppe, während die afrikanischen heterogener erscheinen. Dies befürwortet eine Abtrennung der afrikanischen von den asiatischen Arten. Die stammesgeschichtliche Aufspaltung der beiden Gruppen erfolgte laut molekulargenetischen Untersuchungen möglicherweise schon im Mittleren oder Oberen Eozän vor etwa 46,9 bis 37,9 Millionen Jahren.
Unter Berücksichtigung dieser Aspekte sind innerhalb der Gattung Manis insgesamt vier rezente Arten bekannt. Demnach gliedert sich die Unterfamilie der Maninae und die Gattung Manis folgendermaßen:
- Unterfamilie: Maninae Gray, 1821

- Manis (= Pangolinus, Paramanis, Pholidotus) Linnaeus, 1758

- Vorderindisches Schuppentier oder Indien-Schuppentier (Manis crassicaudata Geoffroy, 1803); Südasien
- Chinesisches Schuppentier oder Ohrenschuppentier beziehungsweise China-Schuppentier (Manis pentadactyla Linnaeus, 1758); südliches Ostasien, nördliches Südostasien, nördliches Südasien
- Palawan-Schuppentier oder Philippinisches Schuppentier (Manis culionensis (de Elera, 1915)); Palawan
- Malaiisches Schuppentier oder Malaien-Schuppentier beziehungsweise Javanisches Schuppentier (Manis javanica Desmarest, 1822); Südostasien

Im Jahr 2023 wurden auf Tiermärkten in Hongkong und Yunnan konfiszierte Schuppen aufgrund genetischer Abweichungen als zu einer möglicherweise neuen Art zugehörig identifiziert. Sie erhielt die vorläufige Bezeichnung Manis mysteria, eine formale Artbeschreibung erfolgte noch nicht.
Teilweise werden innerhalb der Gattung Manis zwei Untergattungen ausgewiesen: Manis Gray, 1821 und Paramanis Pocock, 1924. Erstere schließt das Vorderindische und das Chinesische Schuppentier ein, letztere das Malaiische und das Palawan-Schuppentier. Aus genetischer Sicht bilden die vier asiatischen Arten der Schuppentiere aber eine heterogenere Verwandtschaftsgruppe.
Zusätzlich sind noch folgende fossile Arten anerkannt, die aber nicht in eine bestimmte Untergattung eingereiht werden:
- Manis hungarica Kormos, 1934
- Manis lydekkeri Dubois, 1908
- Manis palaeojavanica Dubois, 1907

Die heute anerkannte Erstbeschreibung von Manis wurde im Jahr 1758 von Linnaeus in seinem Werk Systema Naturae erbracht. Hierin erwähnte er mit M. pentadactyla nur eine Art, das Chinesische Schuppentier, welches auch als Typusart anzusehen ist. Die Bezeichnung Manis geht auf die Manen zurück (lateinisch manes), römische Totengeister, und bezieht sich dabei auf die nachtaktive und meist versteckte Lebensweise. Den Namen Manidae als Bezeichnung für die Familie der Schuppentiere, von dem sich auch die Unterfamilie Maninae ableitet, führte John Edward Gray im Jahr 1821 ein.

## Stammesgeschichte
Fossilfunde von Vertretern der Gattung Manis sind nur wenige bekannt. Der älteste Nachweis datiert in das ausgehende Pliozän und stammt mit Manis hungarica aus dem südöstlichen Europa. Im Pleistozän traten mit Manis lydekkeri und Manis palaeojavanica zwei weitere Arten auf. Erstere ist nur über eine Endphalange des Vorderfußes aus Indien belegt, letzterer umfasst ein Teilskelett von der Insel Java, welches den größten bisher bekannten Vertreter der Schuppentiere angehört. Im Verlauf des Pleistozäns ist auch erstmals das malaiische Schuppentier nachgewiesen, das unter anderem in den Niah-Höhlen auf Borneo auftritt. In das frühe Holozän gehören Funde des Palawan-Schuppentiers.

## Bedrohung und Schutz

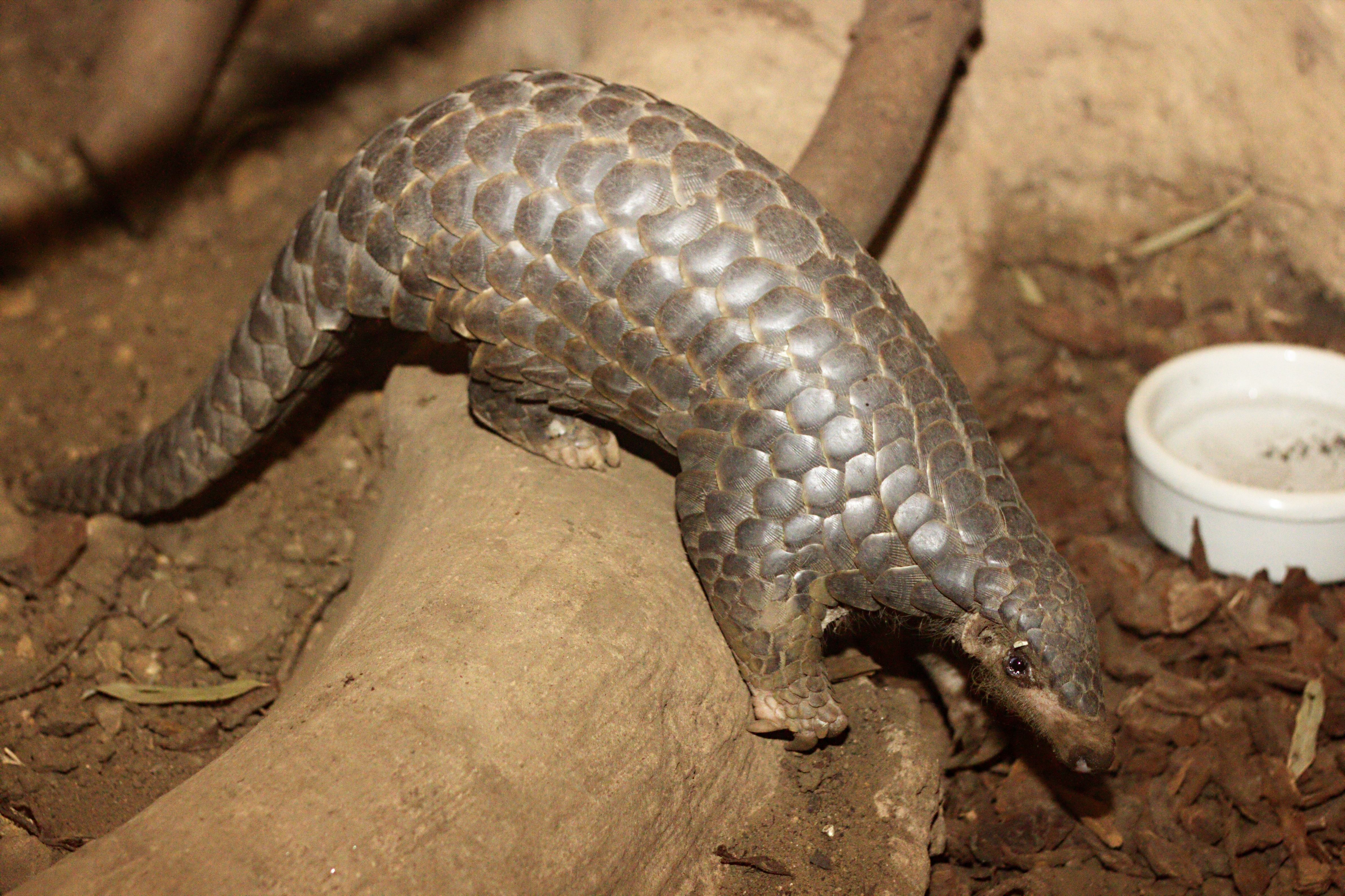
Chinesisches Schuppentier (Manis pentadactyla) im Leipziger Zoo

Die asiatischen Schuppentiere werden vom Menschen vielfach genutzt. So dient ihr Fleisch als Nahrungsquelle, sowohl lokal zur Proteinversorgung als auch international als exotische Spezialität, darüber hinaus werden den Schuppen und zahlreichen anderen Körperteilen Heilkräfte zugeschrieben, die sie unter anderem für die Traditionelle Chinesische Medizin, aber auch für weitere regionale Gebräuche attraktiv machen. Die dadurch bedingte Bejagung der asiatischen Schuppentiere durch den Menschen geht auf eine lange Tradition zurück, aber erst die Internationalisierung des Handels seit der zweiten Hälfte des 20. Jahrhunderts erhöhte den Druck auf die Populationen der verschiedenen Manis-Arten beträchtlich. So wurden allein zwischen 1958 und 1965 über 60 t an Schuppen der Schuppentiere legal aus Sarawak exportiert. Die gefangenen oder getöteten Tiere stammen im überwiegenden Maße aus Wildbeständen, Zuchtmaßnahmen sind bisher nur selten erfolgreich, da sich Schuppentiere in menschlicher Obhut kaum vermehren. Dies brachte einige Bestände regional an den Rand des Kollapses, was vor allem im nördlichen Verbreitungsgebiet der Fall ist, so dass Schuppentiere dort heute selten sind. Seit dem Jahr 2000 unterliegen die asiatischen Schuppentiere dem Washingtoner Artenschutz-Übereinkommen (CITES), ein Handel mit den Tieren oder deren Körperteilen ist somit verboten (zero annual export quota des CITES). Allerdings gelangen die asiatischen Schuppentiere häufig auf den illegalen Schwarzmarkt, Hauptabnehmer sind heute China und Vietnam. Zunehmend verlagert sich die Jagd dabei auf die Bestände im südlichen Verbreitungsareal. In der ersten Dekade des 21. Jahrhunderts konnten allein in Malaysia über 6000 lebende Individuen konfisziert werden, im Jahr 2008 beschlagnahmten Behörden in Vietnam 24 t gefrorener Schuppentiere und weitere 14 t auf Sumatra. Neben diesem immensen Jagddruck spielen auch der zunehmende Lebensraumverlust durch die Ausdehnung menschlicher Siedlungen sowie Nutzflächen eine große Rolle für die Bedrohung der einzelnen Populationen, wobei die asiatischen Schuppentiere befähigt sind, sich in gewissem Maße an vom Menschen beeinflusste Gebiete anzupassen, unter Voraussetzung, dass ausreichend Nahrung zur Verfügung steht. Aufgrund dieser Faktoren listet die IUCN gegenwärtig das Chinesische Schuppentier (Manis pentadactyla) und das Malaiische Schuppentier (Manis javanica) in der Kategorie „vom Aussterben bedroht“ (critically endangered) sowie das Vorderindische Schuppentier (Manis crassicaudata) und das Palawan-Schuppentier (Manis culionensis) in der Kategorie „stark gefährdet“ (endangered).